# Podwaryszki (Białoruś)
Podwaryszki (biał. Падварышкі; ros. Подворишки; hist. również Podweryszki) – wieś na Białorusi, w rejonie werenowskim obwodu grodzieńskiego, około 11 km na północ od Werenowa.

## Ojkonimia
Ryszard Kiersnowski, syn ostatnich właścicieli majątku, tak w 1990 roku opisywał różnice w brzmieniu nazwy wsi: Truszkowski, a za nim inni autorzy, używają nazwy «Podwaryszki», bo istotnie w tej właśnie formie występuje ona na mapach. Ja jednak, tak jak cała rodzina, krąg sąsiadów i znajomych mówiliśmy zawsze i wyłącznie «Podweryszki». Różnica ta odbija rozwarstwienie społeczne: chłopi używali nazwy z «a», może bliższej fonetyce białoruskiej lub sięgającej jeszcze podkładu litewskiego. Środowisko ziemiańskie stosowało nazwę z «e», jakby mocniej osadzoną w polszczyźnie.

## Historia
Najstarsza wzmianka o majątku pochodzi z 1690 roku. W 1835 roku Weronika Sacken von Osten (~1800–1843), córka Karola, wniosła majątek Gojcieniszki, w skład którego wchodziły również m.in. Podwaryszki, w posagu swemu mężowi Adamowi Rymszy herbu Gozdawa, kapitanowi wojsk francuskich. Ich córka Helena Rymsza wyszła za Romualda Rymszę, po nich majątek dziedziczył ich syn, Roman Rymsza (1867–1919). Córka jego i Antoniny z Bernowiczów (1870–1963), Anna (1902–po 1945) wyszła za Tadeusza Kiersnowskiego (1896–1971) i razem byli ostatnimi właścicielami Podwaryszek do 1939 roku.
Po III rozbiorze Polski w 1795 roku dobra te, wcześniej należące do powiatu lidzkiego województwa wileńskiego Rzeczypospolitej, znalazły się na terenie ujezdu lidzkiego guberni wileńskiej Imperium Rosyjskiego. Po ustabilizowaniu się granicy polsko-radzieckiej w 1921 roku Podwaryszki wróciły do Polski, znalazły się w gminie Bieniakonie w powiecie lidzkim województwa nowogródzkiego. Od 1945 roku – w ZSRR, od 1991 roku – na terenie Republiki Białorusi.
W latach 70. XIX wieku we wsi mieszkało 56 mieszkańców katolickich (w folwarku natomiast 38 katolików i 5 żydów), w 1921 roku we wsi mieszkało 115 osób (wszyscy katolicy), a w folwarku – 75, również wszyscy katolicy, w 1999 roku – 505 osób, a w 2009 roku – 383 osoby.

## Dwór
Stojący tu stary dwór został zniszczony w XIX wieku, wybudowany w jego miejscu kolejny – spłonął podczas I wojny światowej przez niedbalstwo stacjonujących w nim Niemców albo w 1919 roku. Trzeci dwór został wzniesiony przez Kiersnowskich w latach 1930–1931 według projektu Stefana Narębskiego, jednak nie został wykończony do wybuchu II wojny światowej. Był wkomponowany w stary park, zaprojektowany na planie prostokąta, stał na wysokich fundamentach, był parterowy ze środkową częścią piętrową. Przed nią stał stosunkowo wąski i płytki portyk, którego cztery kolumny w wielkim porządku podtrzymywały trójkątny szczyt. Dom był przykryty wysokim, gładkim, czterospadowym dachem. Wnętrze miało układ dwutraktowy z korytarzem ciągnącym się przez całą długość domu. Na ścianach wisiały m.in. reprodukcje Lithuanii w czarnych ramach. 
Wokół był park o powierzchni 3 ha, założony prawdopodobnie przez Adama Rymszę. Były w niej aleje: lipowa, kasztanowa i świerkowa. Park został uporządkowany w latach 30. XX wieku. Ciekawa architektonicznie była stara, drewniana, sześciokątna, kryta słomianym dachem lodownia. Została spalona w 1944 roku.
Obecnie dwór jest odrestaurowany, choć zmieniono dach na łamany. Mieści się w nim siedziba sowchozu „Bieniakowskij”.
Majątek Podweryszki został opisany w 4. tomie Dziejów rezydencji na dawnych kresach Rzeczypospolitej Romana Aftanazego.